# Haus Kotromanić
Das Haus Kotromanić (Kotromanići/Котроманићи) war das Geschlecht der Herrscher Bosniens. Ihre Mitglieder regierten Bosnien ungefähr ab 1250 als Bane und ab 1377 als Könige, bis zur Eroberung Bosniens durch die Osmanen im Jahr 1463.
Die Familienlinie der Kotromanić erlosch mit dem Fall Bosniens an die Osmanen und der Hinrichtung von Stjepan Tomašević 1463. Der jüngere Bruder des Königs, Sigismund, trat zum Islam über. Ältere Historiker vertraten die Theorie, dass die Kotromanići germanischer Herkunft waren; heute überwiegt jedoch die Ansicht, dass die Familie in Bosnien heimisch war.

## Stammliste (Auszug)

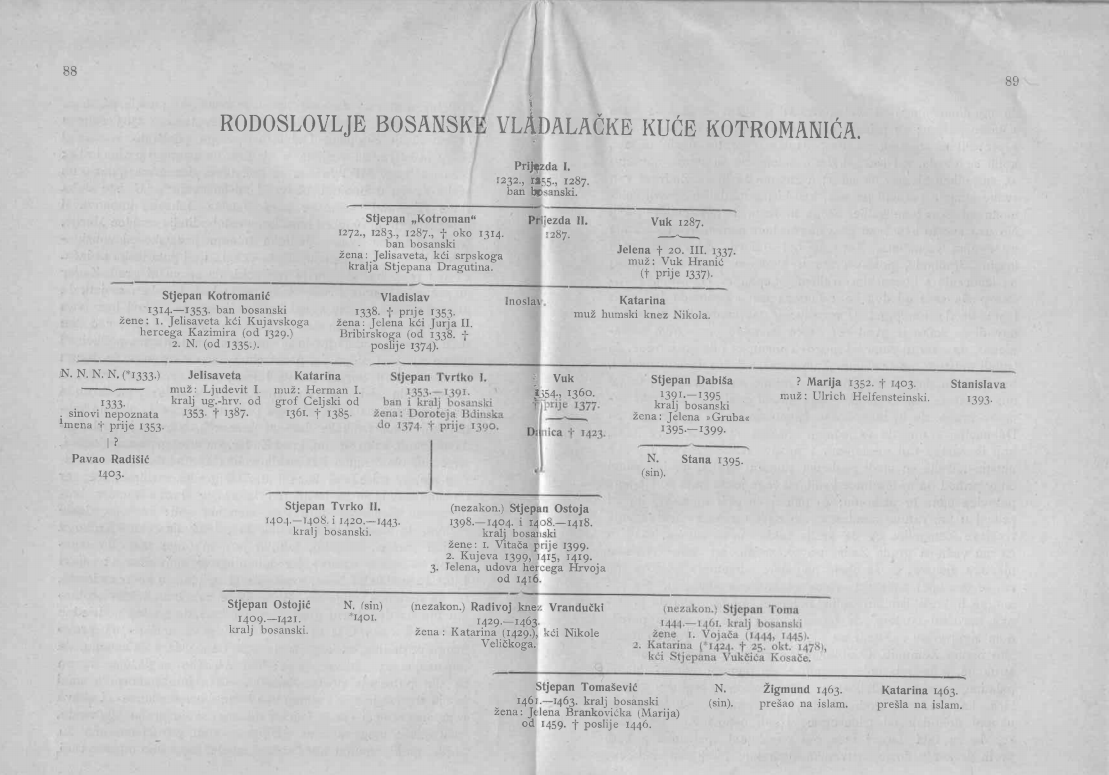
Stammbaum der Dynastie Kotromanić

1. Ban Prijezda, † 1287, in Slawonien, bis 1254 Großban von Bosnien, dann ungarischer Ban von Ober- und Niederbosnien
  1. Prijezda, † wohl 1295, 1287 Ban von Bosnien
  2. Stjepan Kotroman, † wohl 1314, Ban von Ober- und Niederbosnien; ⚭ Jelisaveta von Serbien, † 1331, Tochter von Stefan Dragutin, König von Serbien[3]
    1. Stjepan II. Kotromanić, † 1353, 1322/53 Ban von Ober- und Niederbosnien; ⚭ Elzbieta (Jelisaveta) von Kujawien, † nach 1345, Tochter von Kasimir III. von Kujawien (Piasten)
      1. Elizabeta, † 1387, 1382 Regentin von Ungarn und Polen; ⚭ Ludwig I., 1342 König von Ungarn, 1370 König von Polen, † 1382 (Haus Anjou)

    2. Vladislav Kotromanić Knez, † 1354, 1323/31 Mitregent, 1353/54 Regent
      1. Stjepan Tvrtko I., † 1391, 1353/54 Ban von Bosnien, 1377 König von Bosnien und der Serben, Kroatien und Dalmatien; ⚭ Dorothea, Tochter von Iwan Strazimir, Fürst von Widin (Schischmaniden)
        1. (unehelich, Mutter unbekannt) Stjepan Tvrtko II. Tvrtković, † 1443, 1404/19 und 1421/43 König von Bosnien, 1414/15 Gegenkönig
        2.  ? (unehelich, Mutter unbekannt) Stjepan Ostoja, † 1418, 1398/1404 und 1409/18 König von Bosnien
          1. Stjepan Ostojić, 1418/21 König von Bosnien
          2. (unehelich, Mutter unbekannt) Radivoj von Kmothyn, † 1463, 1431/34–43 Gegenkönig
          3. (unehelich, Mutter unbekannt) Stjepan Tomaš Ostojić, 1443/61 König von Bosnien
            1. Stjepan Tomašević, † 1463, 1461/63 König von Bosnien
            2. Zilmunt, * 1456, 1463 in die Türkei, wird Muslim, Sandschak-Beg von Karas (Kleinasien) – Nachkommen

      2. Stjepan Vuk Knez, † nach 1374, 1365/66 Usurpator in Bosnien
      3.  ? Katarina, 1377/96 bezeugt; ⚭ Hermann I., Graf von Cilli, † 1385 – deren Sohn Hermann II. wurde 1427 Erbe des Königreichs Bosnien

    3. Ninoslav Kotromanić, 1310/14 bezeugt
      1.  ? Marija, † 1403; ⚭ Ulrich Graf von Helfenstein, † 1372
      2.  ? (unehelich, Mutter unbekannt) Stjepan Dabiša, 1391/95 König von Bosnien; ⚭ Jelena Gruba, 1395/98 Regentin von Bosnien, † nach 1399

## Wappen
Bei den Wappen des Hauses Kotromanić ist zu unterscheiden zwischen den Familienwappen als Bane oder Könige (ab 1377) sowie persönlichen Wappen. Dem Haus Kotromanić werden folgende Wappenschilde zugeschrieben:

Als Könige von Bosnien. Mit blauem (statt rotem) Grund und Königslilien erstmals belegt im Korenić-Neorić Armorial (1595) als Wappen der Tvrtkovići (= Nachfolger von Tvrtko I.).
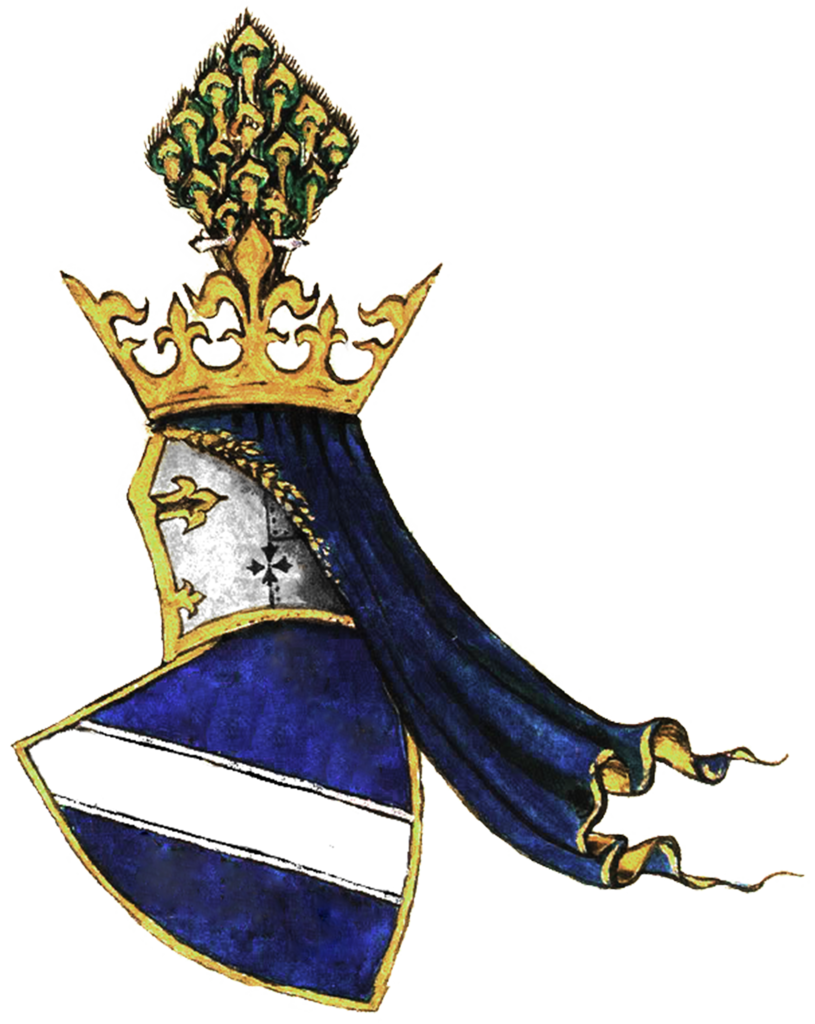
Wappen Tvrtkos I.